# IC 1763
IC 1763 ist eine lichtschwache Spiralgalaxie vom Hubble-Typ Sbc im Sternbild Fornax am Südsternhimmel. Sie ist schätzungsweise 200 Millionen Lichtjahre von der Milchstraße entfernt und hat einen Durchmesser von etwa 60.000 Lichtjahren.
Das Objekt wurde am 10. Oktober 1897 von Lewis Swift entdeckt.